# Клімат Великої Британії
Клімат Великої Британії класифікують як помірний морський клімат або Cfb за (класифікацією Кеппена) з теплим літом, не дуже холодними зимами, але постійними опадами протягом всього року. Основні фактори, які впливають на клімат Великої Британії — це північне розташування країни (від 50° до 60° північної широти), близьке розташування відносно Атлантичного океану і течії Гольфстрим.
Оскільки Велика Британія лежить на островах, то клімат тут дуже специфічний. На клімат дуже впливає тепла течія Гольфстрим. Клімат в країні вологий і м'який. Озера і річки замерзають дуже рідко. У всі пори року дуже часто йде дощ. Загальна середня кількість опадів становить 1100 мм. Найвологіші місяці — із вересня по січень. Крім того, Британія знаменита своїми туманами. Іноді тумани такі густі, що неможливо побачити щось у межах 2 або 3 метрів. Кожний, хто приїжджає до Великої Британії говорить, що вона здається єдиним великим красивим парком. Країна має океанічний і надто вологий клімат, з м'якою зимою і похмурим літом, туманами та вітрами. Його формують атлантичні циклони. Більша частина опадів випадає на заході, особливо на західних схилах гір і нагір'їв (у середньому 2000 – 3000 мм на рік). Найменш волога частина країни — південний схід (у середньому 625 мм опадів щороку). У Великій Британії переважають опади у вигляді дощів, лише на півночі у горах протягом 1 – 2 місяців випадає сніг. Середня температура січня коливається від +7°С на півострові Корнуолл до +3,5°С у Східній Англії, однак бувають і морози до -15°...-18°С. Літо у країні прохолодне, середня температура липня становить +16°С, а в районі Лондона – +11°...+13°С.

## Пори року

### Зима

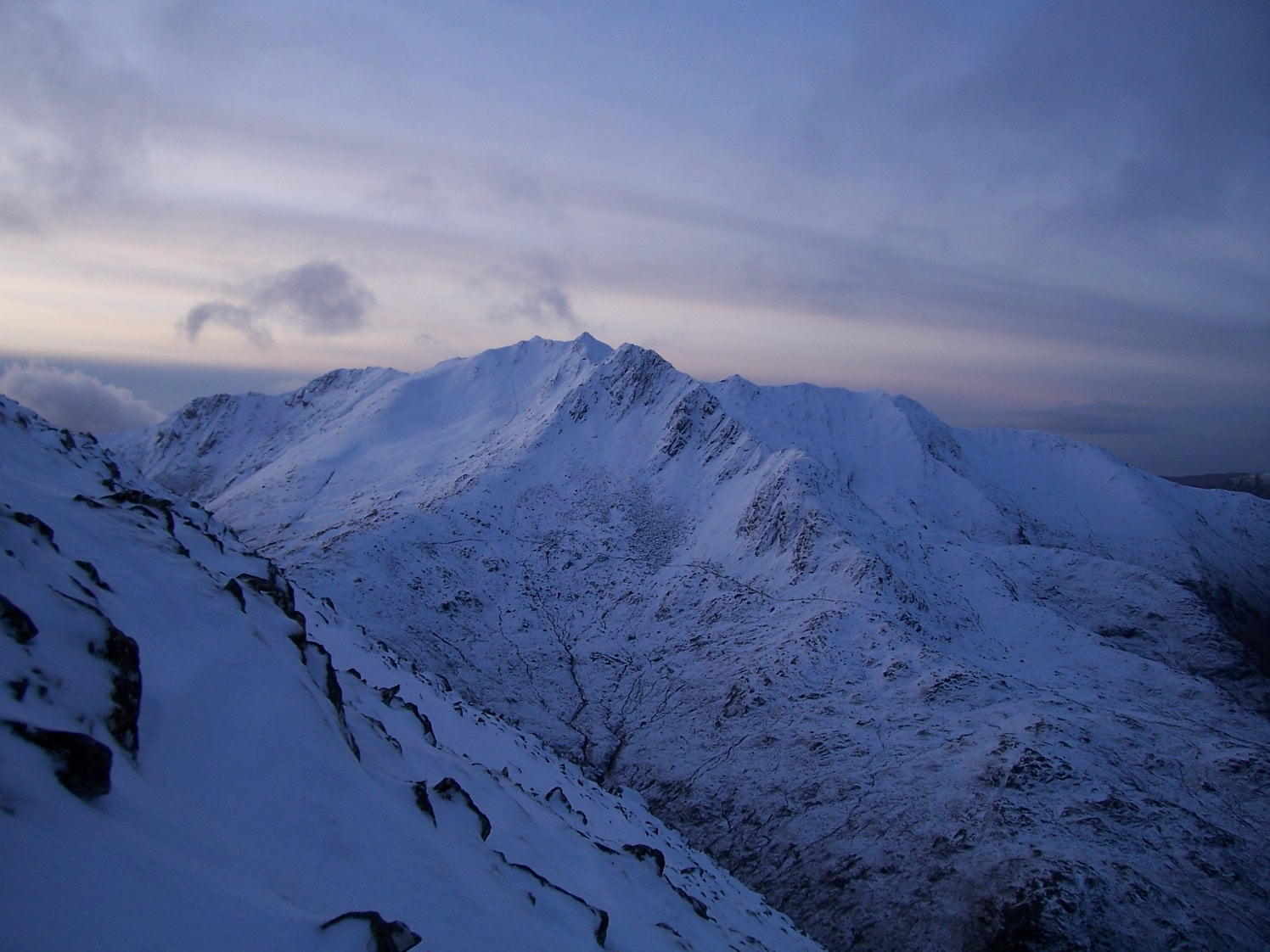
Зима в горах Шотландії

Зима у Великій Британії триває від грудня до лютого. Ця пора року здебільшого холодна, волога і вітряна. Температури вночі взимку рідко опускаються нижче −10 °C (14 °F), а вдень рідко підіймаються вище 15 °C (59 °F). Опади є дуже частими протягом цих місяців, але сніг є досить рідкісним явищем, попри високі широти, у яких розташована країна.
До кінця зими погода переважно стабілізується: стає менш вітряно, випадає менше опадів і температури знижуються. Особливо ці зміни помітні у прибережних регіонах. Це пов'язано найбільше з тим, що у лютому північно-східна частина Атлантичного океану найхолодніша, оскільки остигає протягом осені та зими. Однак початок зими характеризується дуже мінливою і вітряною погодою з частими штормами. Це переважно найвологіша і найвітряніша пора року.
Сніг випадає переривчасто й головним чином впливає на північні та східні регіони, височини Уельсу, а також гористі території Шотландії, де рівень снігу в зимовий час є достатнім для того, щоби кататися на лижах на 5 найбільших курортах Шотландії.
Проте навіть на цих територіях сніг лежить не довше тижня, оскільки переважно випадає із холодними північно-східними вітрами, а вони зі зміною тиску невдовзі поступаються місцем південним і західним вітрам. Однак,  якщо з півночі прийдуть північні циклони (англ. polar lows), інколи можуть наступити значні похолодання. Вони приносять із собою переважно сильні заметілі, сніжні бурі, — погода тоді погіршується практично на всьому острові, але найбільше потерпає Шотландія — найпівнічніша країна Великої Британії. Протягом безвітряних або маловітряних періодів з високим тиском іній та тумани можуть призвести до ускладнення пересування на транспортних шляхах.
Помірні температури взимку спричинені здебільшого близькістю Великої Британії до моря. Найхолоднішими регіонами є гори Уельсу та Північна Англія, а також внутрішні райони Шотландії, де середня температура становить від −3.6 °C (25.5 °F) до 2.3 °C (36.1 °F). Прибережні території, особливо південні і західні переживають найтеплішу зиму з середньою температурою від 5 °C (41 °F) до 8.7 °C (47.7 °F).
28 січня 2024 року, у Великій Британії зафіксували найтепліший день січня за всю історію спостережень. А саме, за повідомленням Sky News, в цей день у нагір'ї на півночі Шотландії температура повітря сягнула 19.6 °C.

### Весна
Весна у Великій Британії, як і в Україні, триває протягом березня — травня. Це зазвичай спокійна прохолодна і суха пора року, оскільки Атлантичний океан за осінь і зиму втрачає тепло. Проте з кожним днем сонце підійматиється, дні довшають і температура збільшується. Інколи у другій половині весни над Британією проходять грози і зливи.
Протягом березня в країні при низькій температурі може випадати сніг. Снігопади рідко, але також можуть траплятися і до середини квітня.
Низькі температури у Великій Британії навесні виникають через її розташування на високих широтах. Більша частина Шотландії, гір Уельсу та Північної Англії — найхолодніші регіони країни. Середня температура тут становить від −0.6 °C (30.9 °F) до 5.8 °C (42.4 °F). Найтепліші весни на півдні Англії, де середня температура становить від 8.8 °C (47.8 °F) до 10.3 °C (50.5 °F).

### Літо
Літо триває з червня по серпень. Це найтепліша і зазвичай найсонячніша пора року. Кількість дощових опадів може сильно відрізнятися в різних районах у зв'язку з локалізованими грозами. Ці грози переважно бувають у південній, східній і центральній Англії і є менш частими та серйозними на півночі й заході.
Кліматичні відмінності в цей час року більше залежать від широти. Найвищі температури в південних і центральних районах країни, а найнижчі на півночі. Зазвичай влітку температура рідко підіймається вище 30 °С (86 °F), але якщо таке трапляється, то частіше в Лондоні й на південному сході, ніж в інших частинах країни.

### Осінь
Осінь у Великій Британії триває з вересня по листопад. Сезон має репутацію неспокійної пори року. Прохолодне полярне повітря переміщається на південь слідом за сонцем і зустрічає тепле повітря тропіків. Внаслідок цього виникає область нестабільності в якій країна перебуває. Разом з теплим океаном, що нагрівся протягом весни та літа, виникає нестійка погода восени. Крім того, коли повітря особливо холодне, температура над землею може бути холоднішою, ніж океан, а це призводить до значної кількості конденсації та хмар, які приносять у країну дощі.
Атлантичні циклони протягом цього часу можуть ставати інтенсивними й внаслідок цього бувають вітри ураганної сили (понад 119 км/год (74 миль/год)). Західні райони через свою близькість до Атлантики, зазнають впливу цих несприятливих факторів значно більшою мірою, ніж східні райони. Таким чином, осінь, особливо пізня, часто є найбурхливішою порою року. Одним з особливо сильних циклонів був Великий Шторм 1987.
Разом з тим, у Сполученому Королівстві часто буває "бабине літо", коли температури, особливо ночами, можуть бути досить високими й рідко падають нижче 10 °С (50 °F). Це відбувається внаслідок того, що в цей час Атлантичний океан і моря, які оточують ці регіони, мають найвищу температуру, тоді як сонце вже доволі слабке. Такі високі температури у вересні й жовтні були зареєстровані в 1985, 2005, 2006 і 2011 роках, коли осінь здавалася швидше продовженням літа. Починаючи від 2000 року осінні сезони були дуже м'якими, з помітним перепадами в кількості опадів. На початку цього тисячоліття Велика Британія пережила деякі зі своїх найвологіших і найсухіших осінніх сезонів.
Найтепліші осінні сезони бувають у прибережних районах південної частини Англії, з середньою температурою від 10,7 °C (51,3 °F) до 13,0 °C (55,4 °F). Гірські райони Уельсу, Північної Англії й майже вся Шотландія мають середні температури від 1,7 °C (35,1 °F) до 7.5 °C (45,5 °F).